# Meuse barrée
Pour les articles homonymes, voir Maas et Meuse.
La Meuse barrée (en néerlandais : Afgedamde Maas, également utilisé en français), est une rivière néerlandaise entre les provinces du Gueldre et du Brabant-Septentrional.

## Géographie

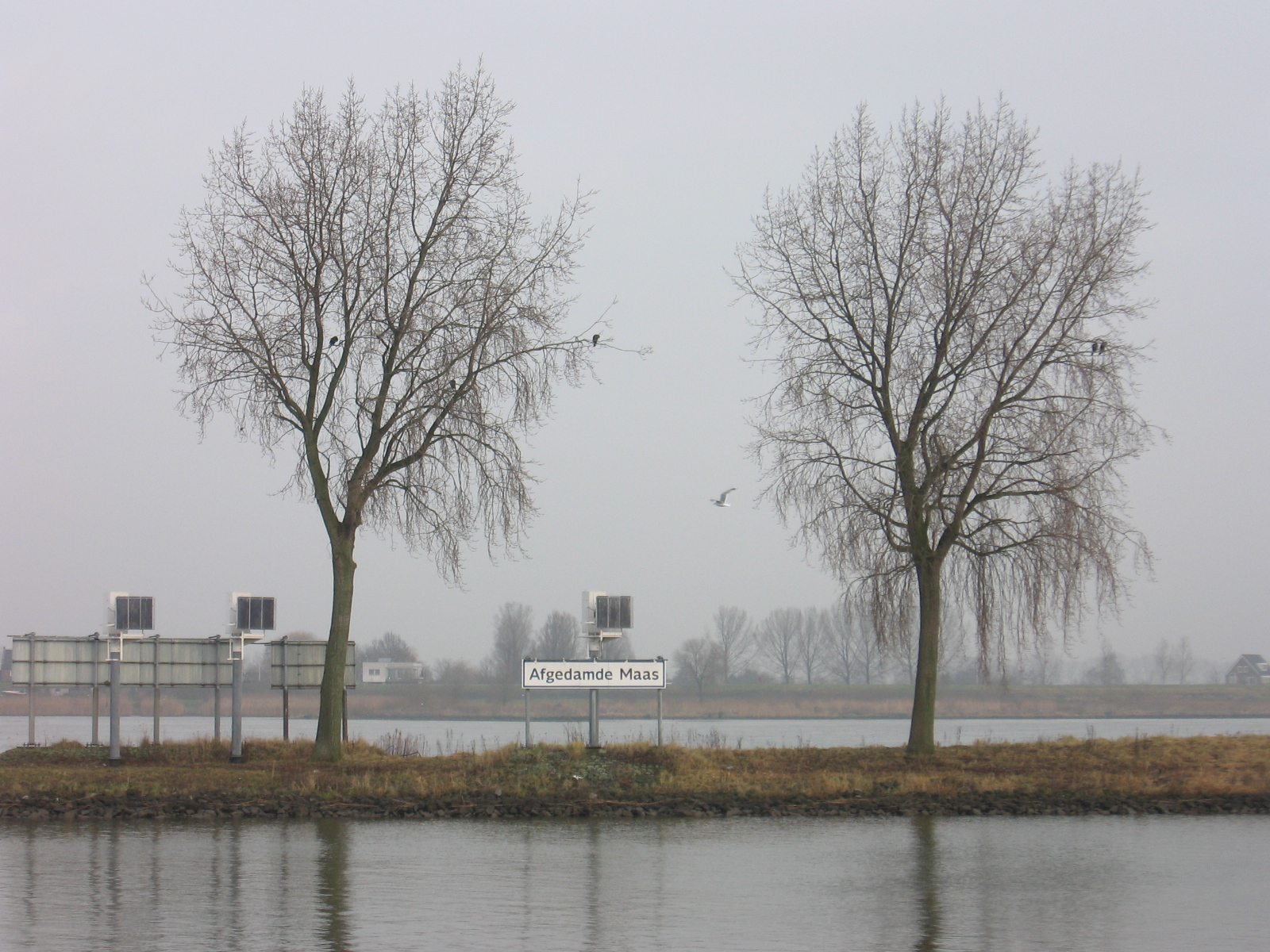
Confluent Meuse barrée (premier plan) et Waal (derrière l'isthme), en face de Woudrichem.

Cette rivière correspond à un ancien bras de la Meuse. Elle commence derrière un isthme artificiel, faisant barrage, à l'ouest de Well. Sa fin se situe au confluent avec le Waal, là où commence la Merwede supérieure, entre Woudrichem et le château de Loevestein. Près de Wijk en Aalburg, la Meuse barrée est reliée à la Bergsche Maas par le Canal de Heusden.
La navigation fluviale sur la Meuse barrée se sert de l'écluse Wilhelmine près de Giessen, la seule écluse des Pays-Bas dont les parois sont habillés d'herbe.
L'eau de la Meuse barrée sert également comme eau potable pour quelque 530 000 foyers, après traitement.

## Histoire
En 1904, un barrage a été construit entre Well et Poederoijensehoek, sur la base d'un projet lancé en 1848. L'eau de la Meuse était évacuée via la Bergsche Maas, creusée à cet effet. Le 18 août 1904, la reine Wilhelmine a inauguré un monument commémoratif pour cet événement.